# Seututie 354
Pour les articles homonymes, voir Route 354.
La route régionale 354 (finnois : Seututie 354) est une route régionale allant d'Elimäki à Kouvola jusqu'à Inkeroinen à Kouvola en Finlande,,.

## Présentation
La seututie 354 est une route régionale de la Vallée de la Kymi.